# Walter Konrad (Leichtathlet)
Walter Konrad (* 4. Juli 1928 in Meran, Südtirol) ist ein ehemaliger deutscher Leichtathlet und Olympiateilnehmer der Olympischen Spiele 1956 in Melbourne.

## Leben
Konrads sportliche Laufbahn begann von 1947 bis 1952 bei der Turnerschaft Innsbruck/Tirol. 1953 wechselte er zum Sportverein Reutte/Tirol als Skilangläufer und Leichtathlet.
1953 war er österreichischer Meister über 5000 Meter und Mitglied der österreichischen Nationalmannschaft.
Durch Hermann Eberlein entdeckt, kam er 1954 zum Verein TSV 1860 München und erhielt die deutsche Staatsbürgerschaft. Für den TSV 1860 München startete Walter Konrad bis zum Jahr 1960. Er startete bei den Olympischen Spielen 1956 in Melbourne im 10.000-Meter-Lauf und belegte den 13. Platz. 1957 und 1958 wurde er Deutscher Meister im 10.000-Meter-Lauf. Wegen einer Achillessehnen-Verletzung scheiterte die Qualifikation für die Teilnahme an den Olympischen Spielen 1960. Damit endete seine aktive sportliche Laufbahn.
In seiner Wettkampfzeit wog Walter Konrad 64 kg bei einer Größe von 1,74 m. Ferntrainiert wurde er von Arthur Lambert. Mit seinen Sportkameraden Marianne und Herbert Schade sowie Dana Zátopková und Emil Zátopek verband ihn, weit über die sportliche Laufbahn hinaus, eine enge Freundschaft.
Walter Konrad lebte von 1953 bis 1960 in München. Er arbeitete bei Siemens & Halske als Techniker. Im Dezember 1960 ging er nach Ispra/Italien, um eine Stelle als Techniker im Forschungszentrum der »Europäischen Atomgemeinschaft« EURATOM anzunehmen. Dort lebt er mit seiner Frau (verheiratet seit 1955). Seine beiden Kinder Ariane (* 1963) und Christian (* 1969) wohnen mit ihren Familien wieder in München.

## Erfolge
- 1 × Österreichischer Meister 5000 Meter (1953)
- 5 × Deutsche Mannschaftsmeisterschaft mit 1860 München (1955–1959)
- 3 × Deutscher Waldlaufmeister (1955/1957/1958)
- 1 × Deutscher Waldlaufmeister mit der Mannschaft (1958)
- 2 × Deutscher Meister 10.000 Meter (1957/1958)
- 2 × Deutscher Vizemeister 5000 Meter (1955/1956)
- 13. Platz Olympische Sommerspiele 1956 10.000 Meter
- 1. Platz Internationales Sportfest in Belgrad 1955 über 5000 Meter vor Emil Zátopek
- 4. Platz Silvesterlauf in São Paulo 1955
- 1. Platz Internationaler Frühjahrs-Cross in Leipzig 1957.
- Teilnahme an 25 Länderkämpfen

## Bestzeiten
- 3000-Meter-Lauf: 8:07,4 min, 1957 in Warschau
- 5000-Meter-Lauf: 14:07,8 min, 1957 in Köln
- 10.000-Meter-Lauf: 29:32,2 min, 1956 in Köln